# Seacatch-Nunatakker
Die Seacatch-Nunatakker sind eine Gruppe bis zu 500 m hoher Nunatakker auf der westantarktischen James-Ross-Insel. Sie ragen zwischen dem Carro-Pass und den Massey Heights auf.
Das UK Antarctic Place-Names Committee benannte sie 1984 im Anschluss an Vermessungen, die der British Antarctic Survey zwischen 1981 und 1983 durchgeführt hatte. Namensgeber ist Seacatch, eine Figur aus Rudyard Kiplings Geschichte Die weiße Robbe aus seinem Werk Das Dschungelbuch aus dem Jahr 1894.